# Fouillouse
Fouillouse település Franciaországban, Hautes-Alpes megyében. Lakosainak száma 274 fő (2022. január 1.). Fouillouse Lardier-et-Valença, La Saulce, Sigoyer és Tallard községekkel határos.

## Népesség
A település népességének változása:
| Lakosok száma | 87   | 95   | 124  | 170  | 214  | 236  | 243  | 255  | 261  | 274  |
|               | 1968 | 1982 | 1990 | 2006 | 2013 | 2015 | 2017 | 2019 | 2020 | 2022 |